# Dwingend recht
Dwingend recht is het geheel van rechtsregels waarvan niet mag worden afgeweken.

## Nederlands recht

### Dwingend recht in het Nederlandsprivaatrecht
In het burgerlijk recht staat de vrijheid van de burger voorop, vooral in het verbintenissenrecht. Dat wil niet zeggen dat de wet geen regels geeft, allesbehalve. Drie, in zekere zin zelfs vier boeken van het Burgerlijk Wetboek in Nederland geven zeer gedetailleerd regels voor alle mogelijke eventualiteiten die zich kunnen voordoen als twee personen of twee of meer partijen gewild – dan is er sprake van een overeenkomst – of ongewild – dan is er meestal sprake van onrechtmatig handelen) een rechtsbetrekking met elkaar aangaan.
De wetgever gaat uit van de veronderstelling dat partijen zelf het beste in staat zijn om hun afspraken vorm te geven, het autonomiebeginsel. Het betekent in dit verband dat de meeste regels in het vermogensrecht van regelende aard zijn: regelend recht, wat in het burgerlijk recht overeenkomt met aanvullend recht. Dat zijn regels die gelden voor zover partijen niet anders overeenkomen.
De wetgever heeft zich echter ook gerealiseerd dat overeenkomsten niet altijd tussen gelijkwaardige partijen worden gesloten. De wettelijke regeling van bijvoorbeeld de arbeidsovereenkomst en de huurovereenkomst houdt rekening met de ongelijkheid van partijen bij zo'n overeenkomst. Dat heeft de wetgever gedaan door bij dat soort overeenkomsten expliciet te bepalen dat van bepaalde artikelen niet mag worden afgeweken. Die artikelen vormen dan dwingend recht.
Naast de bescherming van de zwakkere partij, kan ook het belang van een bepaald onderwerp meebrengen dat regels als dwingend recht worden geformuleerd. Zo stelt bijvoorbeeld art. 3:84 derde lid BW:
Een rechtshandeling die ten doel heeft een goed over te dragen tot zekerheid of die de strekking mist het goed na de overdracht in het vermogen van de verkrijger te doen vallen, is geen geldige titel van overdracht van dat goed.
Deze regel, van kracht sinds de invoering van het Nieuw BW in 1992 maakt expliciet duidelijk dat de wetgever geen zogenaamd fiduciair eigendom mogelijk wil maken.
Of een rechtsregel dwingend of regelend is, is niet altijd eenvoudig uit de tekst van de wet op te maken. De wetgever heeft verschillende formuleringen bedacht om aan te geven of een bepaalde regel dwingend is of niet. Vaak staat aan het einde van een paragraaf dat van bepaalde artikelen in die paragraaf niet kan worden afgeweken. Daarbij komen, vooral in het arbeidsrecht, ook variaties voor, afwijking is alleen toegestaan bij CAO, of, afwijking mag wel ten nadele van de werkgever, maar niet ten nadele van de werknemer. In zo'n geval wordt gesproken van half-dwingend recht.

### Dwingend recht in het Nederlands bestuursrecht
Behalve in het burgerlijk recht kent ook het Nederlandse bestuursrecht het begrip dwingend recht. Het heeft daar een vergelijkbare betekenis, namelijk regels in de Algemene wet bestuursrecht waar in lagere wetgeving niet van mag worden afgeweken. Een voorbeeld daarvan is art. 6:7 Awb, waarin de termijn van bezwaar of beroep wordt gesteld op zes weken. Lagere wetgeving mag daarvan niet afwijken.

## Belgisch recht
Het Belgisch recht gaat uit van de vrijheid van contracteren. Elk rechtssubject is vrij om contracten te sluiten en de grenzen van de overeenkomst met de wederpartij(en) te bepalen. De wetgever heeft echter, ter bescherming van zwakkere partijen zoals een huurder ten opzichte van zijn verhuurder, werknemer ten opzichte van zijn werkgever, bepaalde normen uitgevaardigd die gevolgd horen te worden. Een bepaling die tegen dergelijke dwingende regel ingaat kan nietigheid tot gevolg hebben, van de specifieke bepaling of het gehele contract. Die nietigheid is relatief, dat wil zeggen dat de zwakkere partij of diens vertegenwoordigers het initiatief moeten nemen. De mogelijkheid bestaat dus om afstand te doen van dergelijk recht. Afstand is slechts mogelijk nadat het geding ontstaat en maar is niet mogelijk wanneer wordt geraakt aan de openbare orde.

## Internationaal recht
Op het gebied van internationaal recht wordt voor dwingend recht vaak de Latijnse benaming ius cogens gebruikt die letterlijk ook dwingend recht betekent. Ook het ius cogens is dwingend recht, in de zin dat staten er niet voor kunnen kiezen van het ius cogens af te wijken. Daarbij is overigens niet altijd even duidelijk wat er precies wel en niet onder het ius cogens valt.